# Coalition démocratique des peuples d'Éthiopie du Sud
La Coalition démocratique des peuples du sud-éthiopien est un parti politique éthiopien.
En 2003, elle avait obtenu 2 sièges au Conseil des Représentants des Peuples. Lors des élections législatives du 15 mai 2005, elle fait partie de la coalition des Forces démocratiques éthiopiennes unies qui a remporté 52 des 527 sièges à la Chambre des représentants des peuples.